# Septoria convolvuli

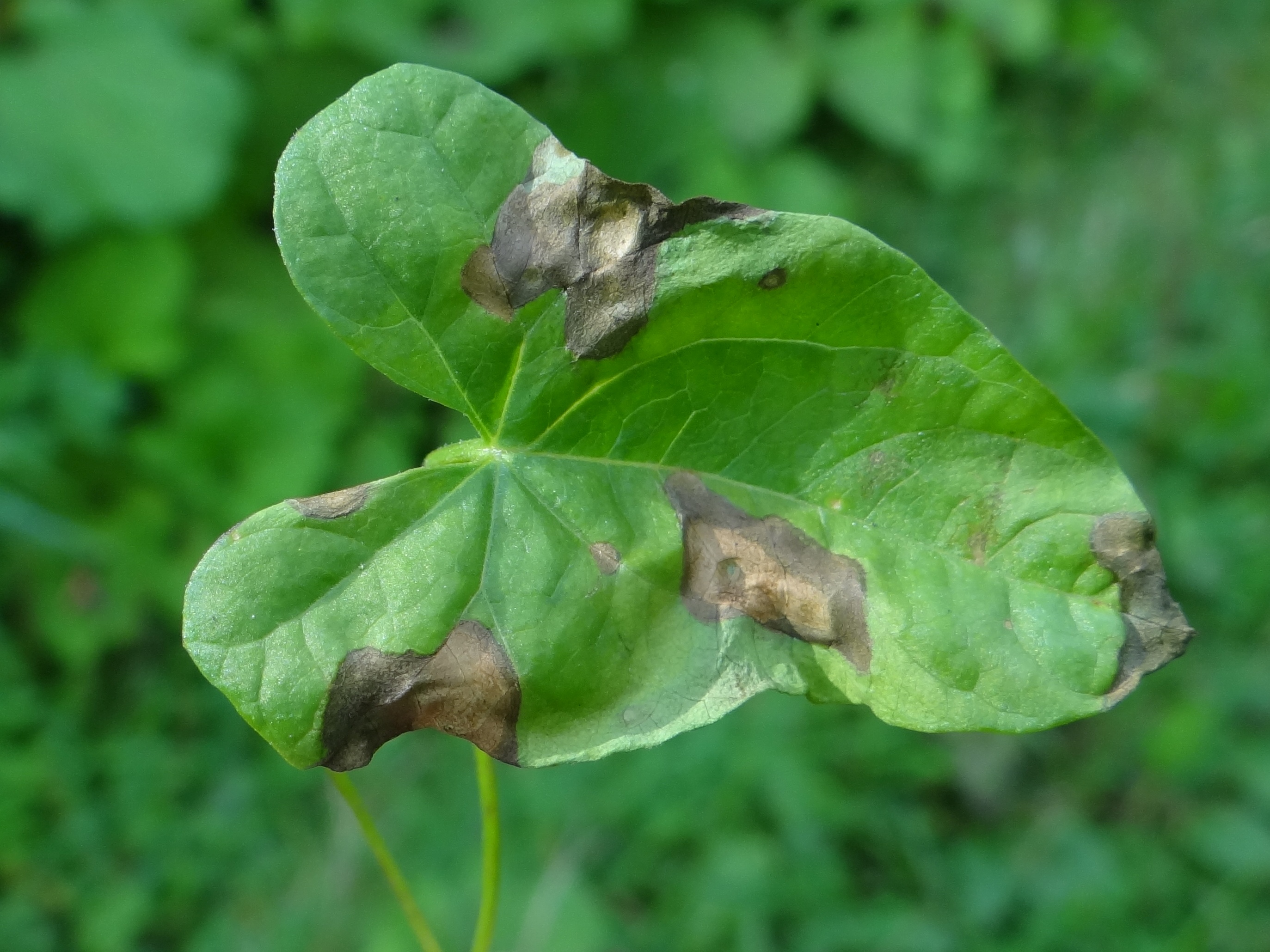

Septoria convolvuli Desm. – gatunek grzybów z klasy Dothideomycetes. Grzyb mikroskopijny pasożytujący na kieliczniku zaroślowym (Calystegium sepii) i powoju polnym (Convolvulus arvensis). Powoduje u nich plamistość liści.

## Systematyka i nazewnictwo
Pozycja w klasyfikacji według Index Fungorum: Septoria, Mycosphaerellaceae, Capnodiales, Dothideomycetidae, Dothideomycetes, Pezizomycotina, Ascomycota, Fungi.
Synonimy:
- Septoria convolvuli var. amphigena Unamuno 1930
- Septoria convolvuli Desm., Annls Sci. Nat., var. convolvuli
- Septoria convolvuli var. convolvuli-persici O. Săvul. & Eliade 1957
- Septoria convolvuli var. dolichospora Sacc. 1915
- Septoria convolvuli var. soldanellae Brunaud 1886

## Morfologia
Objawy na liściuW miejscach rozwoju grzybni Septoria convolvuli na górnej stronie liści tworzą się mniej więcej okrągłe plamy. U powojnika osiągają średnicę 2–5 mm, u kielisznika 5–10 mm. Występują oddzielnie, lub łączą się z sobą. Takie połączone plamy czasami zajmują dużą część powierzchni liścia i mają nieregularne kształty. Początkowo są żółtobrązowe do jasno szarobrązowych, potem brązowe do ciemnobrązowych, w końcu szarobrązowe z wyraźnym, ciemnym obrzeżem. Na dolnej stronie liści początkowo występują tylko słabo widoczne odbarwienia, potem stają się coraz bardziej wyraźne, szarobrązowe, bez wyraźnej linii granicznej.
Cechy mikroskopoweGrzybnia rozwija się w tkance miękiszowej wewnątrz liści. Pyknidia występują na górnej stronie liścia, rzadko na dolnej, w rozproszeniu, czasami w skupiskach (zwykle dwa pyknidia stykają się ścianami). Mają średnicę (65–) 80–140 μm, są ciemnobrązowe do czarnych, zagłębione w liściu i otoczone ciemniejszymi komórkami. Ostiole pojedyncze, o średnicy 88–140 μm, widoczne w środkowej części plam na górnej stronie liści. Wewnątrz pyknidiów powstają nitkowate, proste lub nieco wygięte konidia o wymiarach 34–68 × 1,5–2 μm.

## Występowanie
Znane jest występowanie S. convolvuli  w Ameryce Północnej (USA i Kanada), w większości krajów Europy, licznych krajach Azji, w Ameryce Południowej (Argentyna, Chile), Afryce (Libia), Australii i Nowej Zelandii. W piśmiennictwie naukowym na terenie Polski podano liczne stanowiska.